# Василёво (Назаровское сельское поселение)
В том числе в Рыбинском районе есть ещё одна деревня Василёво, но в Глебовском сельском поселении.
Василёво — деревня Шашковского сельского округа в Назаровском сельском поселении Рыбинского района Ярославской области.
Деревня расположена на высоком (20 м) левом берегу Волги (Горьковское водохранилище) между реками Колокша и Смердовка, протекающих в крутых обрывистых берегах. Просёлочная дорога из Василёва на Ераково длиной около 2 км связывает деревню с автомобильной дорогой. Долгое время непосредственно у Василёва располагалась пристань Пирогово, названная по деревне, которая фактически расположена ниже по течению — по правому берегу Смердовки. На запад от Василёва, в 1 км сторону Колокши, расположена деревня Седлово, а на другом берегу Колокши деревня Дёмино и лыжный стадион, трассы которого проходят в окрестностях Василёво, в частности используется крутой спуск к Колокше. С другой стороны реки Смердовка от Василёва лежит деревня Беловское. Пешеходная тропа длиной 2 км вниз по Волге через глубокий овраг Смердовки выводит к деревне Пирогово и далее к левобережной части поселка Песочное.
В окрестностях Василёво находится археологические памятники: в 1 км к западу селище I тысячелетия, на расстоянии 800 м к западу стоянка III тысячелетия до н. э., а в 700 м на юго-восток — стоянка VI тысячелетия до н. э..
Деревня Василёва указана на плане Генерального межевания Романовского уезда 1790 года. После объединения уездов в 1822 году Василёво относилось к Романово-Борисоглебскому уезду.
Деревня имеет одну улицу, протянувшуюся параллельно волжскому берегу. На 1 января 2007 года в деревне проживал 1 постоянный житель. Однако со времен существования пристани Пирогово деревня активно используется для дачного отдыха. Почтовое отделение Ераково обслуживает в деревне Василёво 30 домов.

## Общественный транспорт
Действует пристань Пирогово с регулярным водным сообщением Рыбинск — Песочное и Рыбинск — Колхозник.